# Gauja
Die Gauja (deutscher Name Livländische Aa; estnisch: Koiva jõgi) ist ein Fluss in der historischen Landschaft Livland (lettisch: Vidzeme) in Lettland.

## Lage
Die Gauja legt mit etwa 452 Kilometern von allen Flüssen die längste Strecke auf lettischem Territorium zurück und wird in vielen Liedern besungen.
Früher wurde der Alauksts-See als Ursprung der Gauja angesehen. Durch Senkung des Wasserspiegels in diesem See ist heute jedoch das Flüsschen Ežupītis, welches am Elkas kalns entspringt, wasserreicher als die Gaujiņa aus dem Alauksts-See.
Nahe dem Ursprung fließt die Gauja durch mehrere Seen. Der Fluss fließt in einem großen Bogen um die Livländischen Höhen, bildet für einige Kilometer die Grenze zwischen Lettland und Estland und wendet sich dann in südwestliche Richtung. Nach dem Einfluss des Abuls oberhalb Valmieras wird das Tal tiefer. In einem sandigen Flussbett fließt der Fluss durch den Gauja-Nationalpark und mündet bei Carnikava in den Rigaischen Meerbusen.
- Touristische Anziehungspunkte sind die Felsformationen an den Ufern und die vielen Höhlen. Auch Bootsfahrten sind beliebt.
- Unterspülte Sandbänke stellen für Angler und Badegäste teilweise eine Gefahr dar.

## Wortherkunft
Der Linguist August Bielenstein führte das Wort Gauja auf Livisch keùv bzw. Estnisch kõiv zurück. Der Name würde demnach Birkenfluss bedeuten. Der ehemalige deutsche Name Livländische Aa ist ein altertümliches Wort für Fluss (siehe Liste der Gewässer namens Aa).

## Größte Zuflüsse
linksseitig:
- Vija (60 km),
- Abuls (52 km),
- Rauna (50 km),
- Amata (67 km),

rechtsseitig:
- Tirza (80 km),
- Mustjõgi (84 km),
- Brasla (70 km)